# 렌페 102급
렌페 102급 또는 AVE 102급(스페인어: Renfe Class 102, AVE Class 102, S-102)은 2005년 탈고, 봄바디어 트랜스포테이숀에서 탈고 모델을 기초로 발주해 현재는 14량으로 운행하고 있다. 탈고 350(스페인어: Talgo 350) 또는 파토(스페인어: pato)로 불리는데 여기서 파토는 스페인어로 오리를 의미한다. 또한 기존 모델보다 좌석수가 많은 렌페 112급 모델이 별도로 존재한다.

## 개요
2002년 11월에 최초로 시범 운행에 들어갔으며 최고 영업 속도 362km를 달성한데 이어 2004년 6월에 시범 운행에서 최고 영업 속도 365km를 달성했다. 2007년 5월에 상용 운행 당시 최고 영업 속도는 300km에 불과했지만 현재 마드리드 ~ 바르셀로나 구간 운행 시 2시간 30분이 걸리고 최고 영업 속도는 330km로 운행한다. 2011년 10월에 하라메인 고속철도 노선에 도입하기 위해 사우디아라비아에 수주한 바 있다.

## 사진

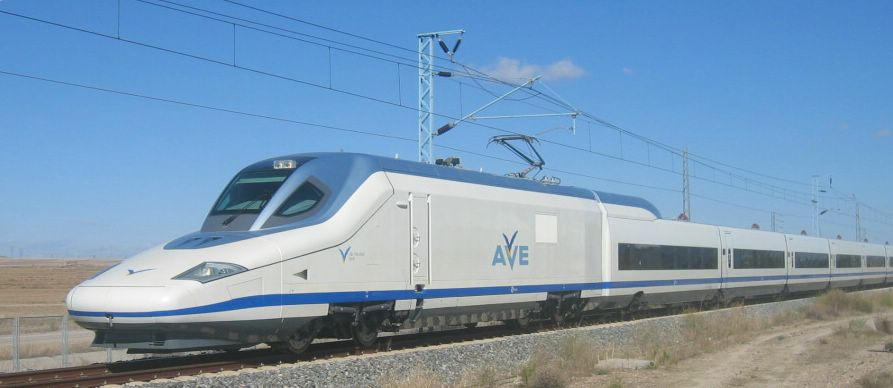
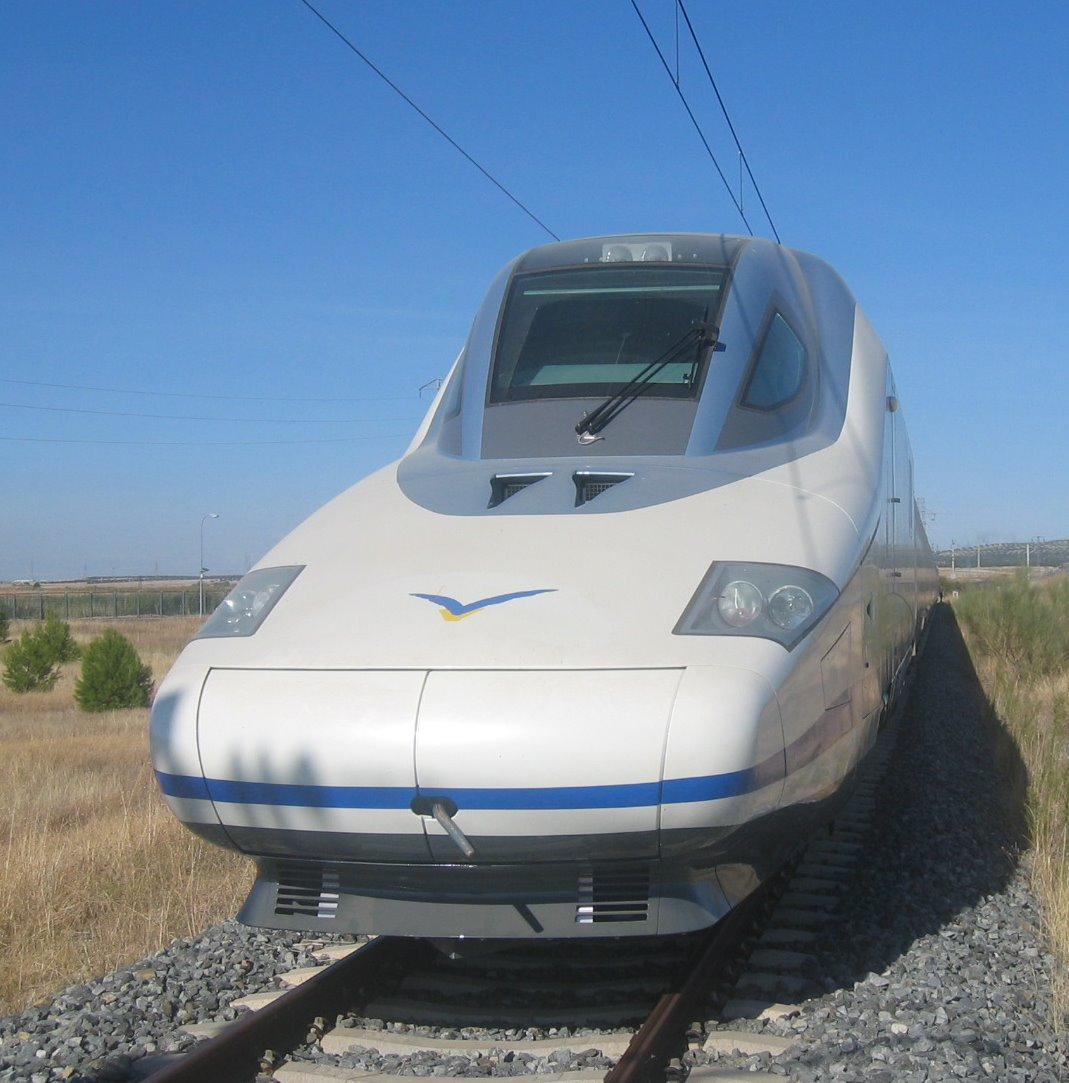
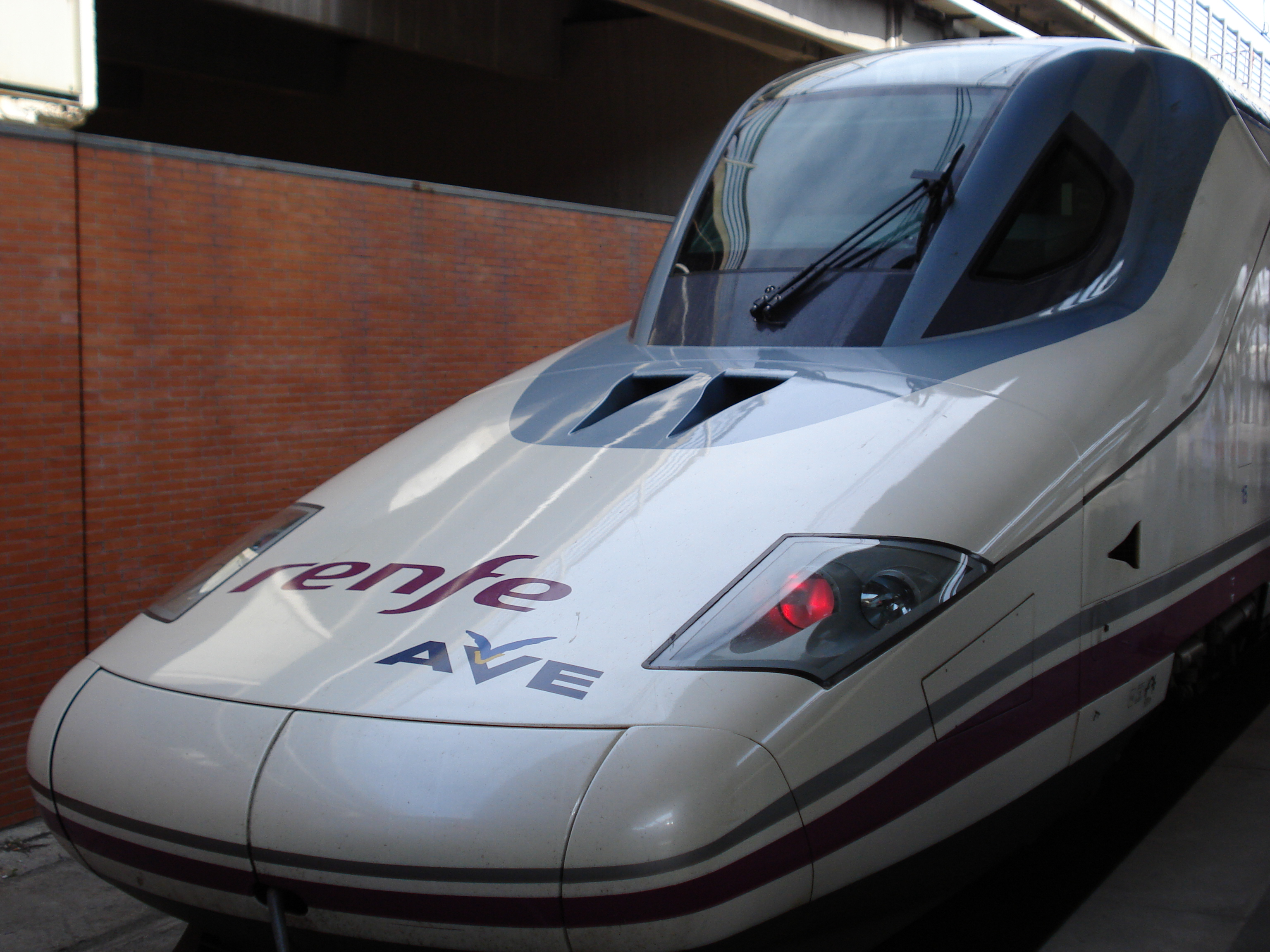
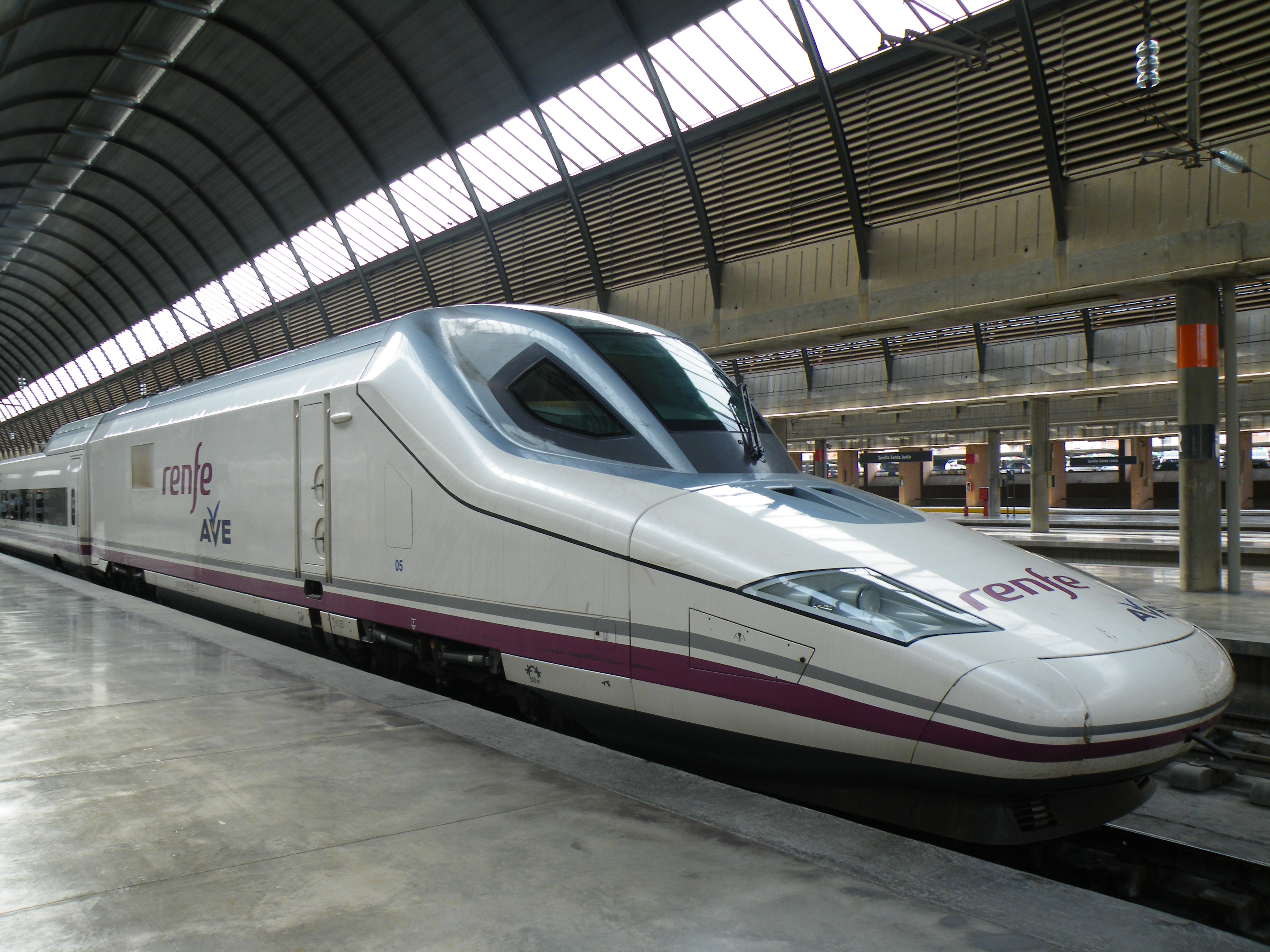
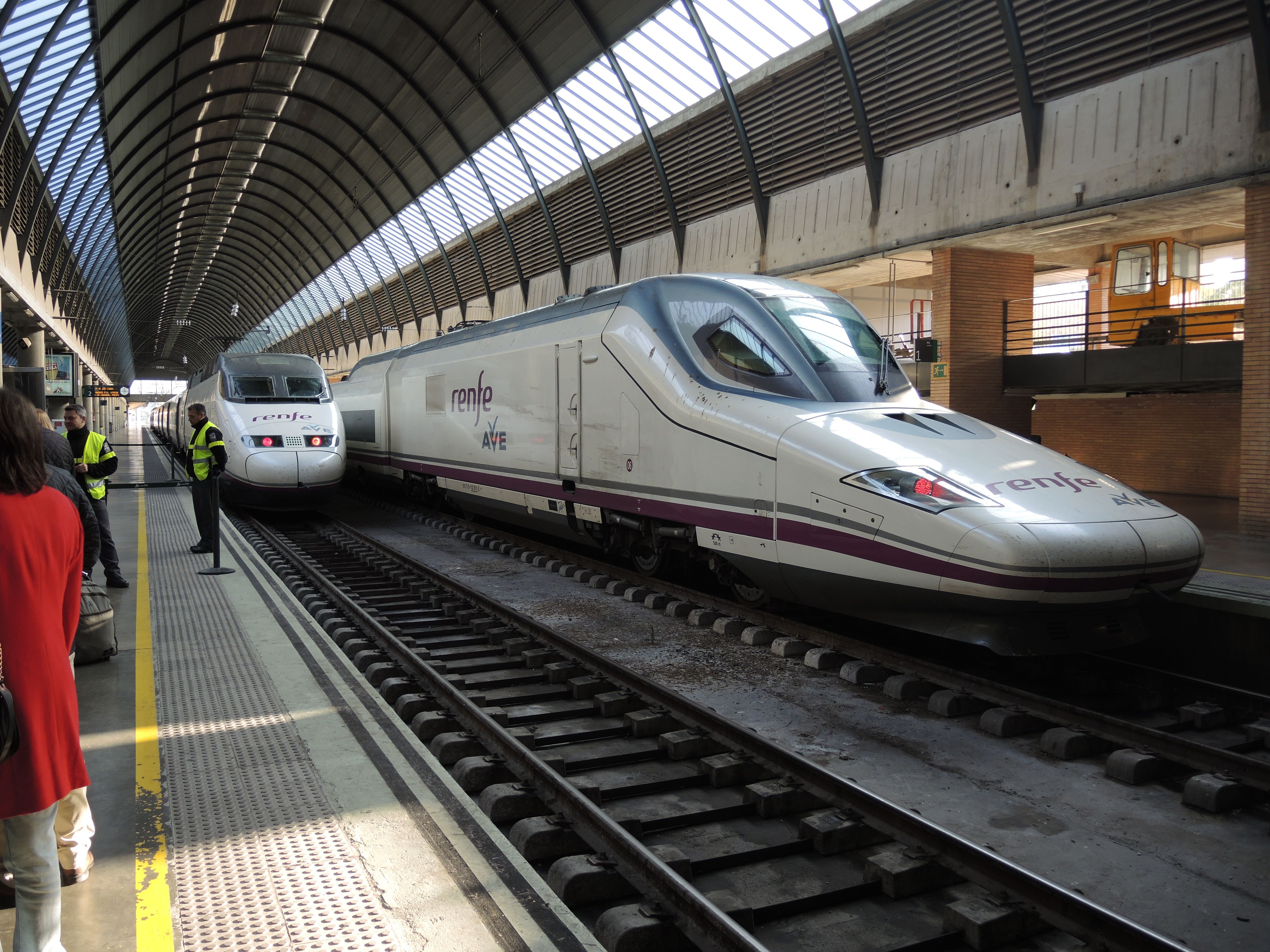

## 같이 보기
- 렌페 112급
- 탈고